# Torrazza Coste
Torrazza Coste est une commune italienne de la province de Pavie, dans la région Lombardie.

## Administration
| Période                                  | Période | Identité      | Étiquette | Qualité |
| ---------------------------------------- | ------- | ------------- | --------- | ------- |
|                                          |         | Mario Anselmi |           |         |
| Les données manquantes sont à compléter. |         |               |           |         |

### Communes limitrophes
Borgo Priolo, Codevilla, Montebello della Battaglia, Retorbido, Rocca Susella.

## Personnalités
- Giuseppe Maria Racagni.